# Salares
Salares ist eine Gemeinde (municipio) 198 Einwohnern (Stand: 2024) in der Provinz Málaga in der Autonomen Region Andalusien im Süden Spaniens.

## Geographie
Der Naturpark Sierras de Tejeda, Almijara y Alhama befindet sich im Osten der Gemeinde. Die Gemeinde liegt etwa 58 Kilometer von der Stadt Málaga und 28 Kilometer von Vélez-Málaga entfernt. Der Ort grenzt an Alhama de Granada (Provinz Granada), Arenas, Canillas de Albaida und Sedella.

## Geschichte
Der Ort war schon in der Römerzeit unter dem Namen Salaria Bastitanorum bekannt. Aus der maurischen Zeit sind noch die Reste eines Turms und die Trassenführung erhalten. 1487 kam der Ort unter die Herrschaft der Katholischen Könige. Seit Mitte des 19. Jahrhunderts verlor Salares mit der Urbanisierung Spaniens knapp 80 Prozent seiner Einwohnerzahl.

## Bevölkerungsentwicklung
| 1842  | 1900 | 1950 | 1980 | 1990 | 2000 | 2010 | 2020 |
| ----- | ---- | ---- | ---- | ---- | ---- | ---- | ---- |
| 1.025 | 616  | 498  | 352  | 238  | 203  | 231  | 187  |